# (2328) Robeson
(2328) Robeson es un asteroide perteneciente al cinturón de asteroides, descubierto el 19 de abril de 1972 por Tamara Mijáilovna Smirnova desde el Observatorio Astrofísico de Crimea (República de Crimea).

## Designación y nombre
Designado provisionalmente como 2328 Robes. Fue nombrado Robeson en honor al actor norteamericano Paul Robeson.